# 아오키 신야
아오키 신야(青木真也, 1983년 5월 9일 ~ )는 일본의 종합격투기 선수이자 프로레슬러이다. 유도 3단이며 브라질리언 주짓수 블랙 벨트이다. 제8대 슈토 세계 미들급 챔피언, 초대 WAMMA 세계 라이트급 챔피언, 제2대 DREAM 라이트급 챔피언, 제2대, 제6대 ONE Championship 세계 라이트급 챔피언을 지냈다.

## 기타
일본의 코미디언 할리우드 자코시쇼(본명: 나카자와 시게키)와는 사촌지간이다.